# Вахидов, Эркин Шакурович
Эркин Шакурович Вахидов (род. 3 января 1957) — советский и узбекский футболист. Ныне — тренер.

## Карьера
С 1975 по 1977 год выступал в первой советской лиге за «Памир» и «Пахтакор». Большую часть карьеры Вахидов отыграл в самаркандском «Динамо». Всего за клуб он провел 258 матчей и забил 70 голов. В 1992—1993 годах в Высшей лиге Узбекистана футболист сыграл за «динамовцев» 42 встречи и забил один мяч.
После завершения карьеры Вахидов переехал в Россию. В 2008—2009 году он работал в клубе второго дивизиона «Горняк» (Учалы). Летом 2009 года после отставки главного тренера Дмитрия Радюкина Эркин Вахидов исполнял обязанности наставника команды. В последние годы — тренер любительский команд.